# إريك فلاورز
إريك فلاورز (بالإنجليزية: Erik Flowers)‏ هو لاعب كرة قدم أمريكية أمريكي، ولد في 1 مارس 1978 في سان أنطونيو في الولايات المتحدة.

## وصلات خارجية
- إريك فلاورز على موقع مرجع كرة القدم المحترفة.كوم (الإنجليزية)